# Матильда д'Есте
Матильда д'Есте (італ. Matilde d'Este; 2 квітня 1673, Сан-Мартіно-ін-Ріо, маркграфство Сан-Мартіно — 2 березня 1732, там же) — принцеса з дому Есте, дочка Сіджизмондо IV д'Есте, маркграфа Сан-Мартіно. Дружина графа Каміло III Гонзага; в шлюбі — графиня Новелари, Баньоло і Кортенуови. Владолюбна ревнивиця. Творець отрути, відомої під назвою «Новеларска паморозь».

## Життєпис

### Походження
Народилася 2 квітня 1673 року в місті Сан-Мартіно-ін-Ріо першою дитиною в багатодітній родині Сіджізмондо IV д'Есте, князя Священної Римської імперії, 4-го маркграфа Сан-Мартіно, 4-го маркграфа Ланци, та Марії Терези Гримальді, мадемуазель де Карладес. Крім неї, у батьків були ще чотири сини та дві дочки. По лінії батька вона припадала онукою Філіппо Франческо д'Есте, князю Священної Римської імперії, 3-му маркграфу Сан-Мартіно, 3-му маркграфу Ланци, і Маргариті Савойській, синьйорі Дронеро, Роккабруни та Сан-Джуліано. По лінії матері була онукою Еркюля II Грімальді, маркіза де Бо, і Донни Аурелії Спінола, маркізи Дего, П'яни, Джусвалли та Каньї.

### Шлюб і потомство
22 серпня 1695 року Матильда одружилася з Камілло III Гонзага (23.08.1649 — 16.08.1727), 8-м суверенним графом Новелари, Баньоло і Кортону, власником зрошувального каналу в Новеларі, власником Санта-Марії, Сан-Томмазо і Сан-Джованні, венеційським патрицієм. Її чоловік належав до новеларської гілки роду Гонзага. У шлюбі народила трьох дітей, з яких двоє дожили до повноліття:
- Річарда (24.03.1697-26.04.1698), венеційська патриційка, померла в дитячому віці;
- Річарда (22.08.1698-24.11.1768), венеційська патриційка, 29 квітня 1715 одружилася з Альдерано I Чібо-Маласпіна (22.07.1690 — 18.08.1731), герцогом Маси та князем Каррари, з 1731 по 1744 рік була регенткою при неповнолітній спадкоємиці, з 1728 року графиня Новелари;
- Філіпо Альфонсо (3.4.1700 — 13.12.1728), 9-й суверенний граф Новелари, Баньоло і Кортенуови під ім'ям Філіппо Альфонсо I Гонзага, власник зрошувального каналу в Новеларі, синьйор Санта-Марії, Сан-Томмазо і Сан-Джованні, венеційський патрицій, в 1728 році одружився з Елеонорою Танара, але шлюб не був консумований через передчасну смерть графа[5].

### Отруйниця
В історію графиня Матильда увійшла як страшна ревнивиця і творчиня сильнодіючої отрути на основі миш'яку, що отримала назву «Новеларскої паморозі» (італ. acquatta di Novellara). Її вона використовувала для усунення своїх ворогів.
Дізнавшись, що чоловік зраджує їй з донною Орсолою Манарі, графиня найняла сімох найманих вбивць, які літньої ночі 1714 року вчинили замах на чоловіка, що прямував у заміський будинок Казино-ді-Сотто. Як тільки карета графа в супроводі двох придворних покинула замок, вона була розстріляна з аркебуз. Екіпаж був пронизаний, але пасажири не постраждали. На думку сучасників, Матильда пішла на вбивство чоловіка не з ревнощів, а з бажання самостійно правити в Новеларі. У ніч замаху вона наказала підняти підйомний міст в Новеларскій замок, щоб у разі невдачі втікаючий назад Камілло III впав у рів з водою і потонув. Але граф втік не до дружини, а до коханки.
Знайшовши та покаравши вбивць, Камілло III, щоб уникнути скандалу, відіслав дружину до тестя. Граф не розлучився з нею офіційно і залишив при собі їхніх дітей. Матильду тримали в ув'язненні в монастирі в Модене. Тільки через 11 років чоловік дозволив їй відвідати Новелару з нагоди хрещення їх онуки Марії Терези. Скориставшись нагодою, вона спробувала отруїти чоловіка, але спроба провалилася. 
Матильда д'Есте померла в Сан-Мартіно-ін-Ріо 2 березня 1732 року.
За свідченням очевидців, влітку 1990 року в Новеларському замку спостерігалися дивні явища: скрипи та моторошні стогони, загадкові світіння, пориви крижаного вітру. Серед місцевих зміцнилася думка про те, що в замку оселився привид графині Матильди з примарами всіх, кого вона отруїла.